# Single numer jeden w roku 2019 (Litwa)
Notowania Singlų Top 100 publikowane i kompletowane są przez organizację AGATA w oparciu o cotygodniowe wyniki sprzedaży cyfrowej i fizycznej singli na Litwie, a także częstotliwość odtwarzania utworów w serwisach streamingowych takich jak; Spotify, Deezer, Apple Music, iTunes, Google Play i Shazam. Poniżej znajduje się tabela prezentująca najpopularniejsze single w danych tygodniach w roku 2019.
W 2019 osiem singli różnych artystów osiągnęło szczyt litewskiego notowania AGATA.

## Historia notowania
| Data publikacji | Tytuł                             | Artysta                      | Źródło |
| --------------- | --------------------------------- | ---------------------------- | ------ |
| 4 stycznia      | „Wow”                             | Post Malone                  | [ 3 ]  |
| 11 stycznia     | „Wow”                             | Post Malone                  | [ 4 ]  |
| 18 stycznia     | „Wow”                             | Post Malone                  | [ 5 ]  |
| 25 stycznia     | „7 Rings”                         | Ariana Grande                | [ 6 ]  |
| 2 lutego        | „7 Rings”                         | Ariana Grande                | [ 7 ]  |
| 8 lutego        | „7 Rings”                         | Ariana Grande                | [ 8 ]  |
| 15 lutego       | „7 Rings”                         | Ariana Grande                | [ 9 ]  |
| 22 lutego       | „7 Rings”                         | Ariana Grande                | [ 10 ] |
| 28 lutego       | „7 Rings”                         | Ariana Grande                | [ 11 ] |
| 8 marca         | „7 Rings”                         | Ariana Grande                | [ 12 ] |
| 15 marca        | „7 Rings”                         | Ariana Grande                | [ 13 ] |
| 22 marca        | „7 Rings”                         | Ariana Grande                | [ 14 ] |
| 29 marca        | „7 Rings”                         | Ariana Grande                | [ 15 ] |
| 5 kwietnia      | „Bad Guy”                         | Billie Eilish                | [ 16 ] |
| 12 kwietnia     | „Bad Guy”                         | Billie Eilish                | [ 17 ] |
| 19 kwietnia     | „Bad Guy”                         | Billie Eilish                | [ 18 ] |
| 26 kwietnia     | „Bad Guy”                         | Billie Eilish                | [ 19 ] |
| 3 maja          | „Bad Guy”                         | Billie Eilish                | [ 20 ] |
| 10 maja         | „Bad Guy”                         | Billie Eilish                | [ 21 ] |
| 17 maja         | „Bad Guy”                         | Billie Eilish                | [ 22 ] |
| 24 maja         | „Soldi”                           | Mahmood                      | [ 23 ] |
| 31 maja         | „Soldi”                           | Mahmood                      | [ 24 ] |
| 10 czerwca      | „Bad Guy”                         | Billie Eilish                | [ 25 ] |
| 14 czerwca      | „Bad Guy”                         | Billie Eilish                | [ 26 ] |
| 21 czerwca      | „Bad Guy”                         | Billie Eilish                | [ 27 ] |
| 1 lipca         | „Señorita”                        | Shawn Mendes, Camila Cabello | [ 28 ] |
| 5 lipca         | „Señorita”                        | Shawn Mendes, Camila Cabello | [ 29 ] |
| 12 lipca        | „Señorita”                        | Shawn Mendes, Camila Cabello | [ 30 ] |
| 22 lipca        | „Señorita”                        | Shawn Mendes, Camila Cabello | [ 31 ] |
| 26 lipca        | „Señorita”                        | Shawn Mendes, Camila Cabello | [ 32 ] |
| 3 sierpnia      | „Señorita”                        | Shawn Mendes, Camila Cabello | [ 33 ] |
| 9 sierpnia      | „Señorita”                        | Shawn Mendes, Camila Cabello | [ 34 ] |
| 16 sierpnia     | „Dance Monkey”                    | Tones and I                  | [ 35 ] |
| 26 sierpnia     | „Dance Monkey”                    | Tones and I                  | [ 36 ] |
| 9 września      | „Dance Monkey”                    | Tones and I                  | [ 37 ] |
| 16 września     | „Dance Monkey”                    | Tones and I                  | [ 38 ] |
| 23 września     | „Dance Monkey”                    | Tones and I                  | [ 39 ] |
| 27 września     | „Dance Monkey”                    | Tones and I                  | [ 40 ] |
| 4 października  | „Dance Monkey”                    | Tones and I                  | [ 41 ] |
| 14 października | „Dance Monkey”                    | Tones and I                  | [ 42 ] |
| 21 października | „Dance Monkey”                    | Tones and I                  | [ 43 ] |
| 26 października | „Dance Monkey”                    | Tones and I                  | [ 44 ] |
| 4 listopada     | „Dance Monkey”                    | Tones and I                  | [ 45 ] |
| 11 listopada    | „Dance Monkey”                    | Tones and I                  | [ 46 ] |
| 15 listopada    | „Dance Monkey”                    | Tones and I                  | [ 47 ] |
| 22 listopada    | „Everything I Wanted”             | Billie Eilish                | [ 48 ] |
| 29 listopada    | „Everything I Wanted”             | Billie Eilish                | [ 49 ] |
| 6 grudnia       | „Everything I Wanted”             | Billie Eilish                | [ 50 ] |
| 13 grudnia      | „Dance Monkey”                    | Tones and I                  | [ 51 ] |
| 20 grudnia      | „Everything I Wanted”             | Billie Eilish                | [ 52 ] |
| 27 grudnia      | „All I Want for Christmas Is You” | Mariah Carey                 | [ 53 ] |